# ساگا وانینن
ساگا وانینن (زاده ۴ مه ۲۰۰۳) یک ورزشکار دو و میدانی است که در ماده‌های ترکیبی شرکت می‌کند. او برنده مدال طلای هفت‌گانه در سال ۲۰۲۱ و ۲۰۲۲ کمتر از ۲۰ سال و ۲۰۲۱ اروپا کمتر از ۲۰ سال را در کارنامه خود دارد.
او همچنین یک عنوان ملی نیز دارد.
در بازی‌های المپیک تابستانی ۲۰۲۴، او پرچمدار کاروان فنلاند بود.

## دستاوردها

### رقابت‌های بین‌المللی
| سال  | مسابقه                        | محل برگزاری            | مقام        | رویداد  | توضیحات         |             |
| ---- | ----------------------------- | ---------------------- | ----------- | ------- | --------------- | ----------- |
| ۲۰۱۹ | فستیوال المپیک جوانان اروپایی | باکو, جمهوری آذربایجان | قهرمان      | هفت‌گانه | ۵۹۱۳ امتیاز     | FR NU18R    |
| ۲۰۲۱ | قهرمانی زیر ۲۰ سال اروپا      | تالین, استونی          | قهرمان      | هفت‌گانه | ۶۲۷۱ امتیاز     | WU20L NU20R |
| ۲۰۲۱ | قهرمانی جهان کمتر از ۲۰ سال   | نایروبی, کنیا          | قهرمان      | هفت‌گانه | ۵۹۹۷ امتیاز     |             |
| ۲۰۲۲ | قهرمانی جهان کمتر از ۲۰ سال   | کالی, کلمبیا           | قهرمان      | هفت‌گانه | ۶۰۸۴ امتیاز     |             |
| ۲۰۲۲ | قهرمانی اروپا سال ۲۰۲۲        | مونیخ, آلمان           | دهم         | هفت‌گانه | ۶۰۴۵ امتیاز     |             |
| ۲۰۲۳ | قهرمانی اروپا داخل سالن       | استانبول, ترکیه        | هفتم        | هفت‌گانه | ۴۴۴۰ امتیاز     |             |
| ۲۰۲۳ | قهرمانی اروپا زیر ۲۳ سال      | اسپو, فنلاند           | پانزدهم (q) | پرش طول | ۶.۱۹ م          |             |
| ۲۰۲۳ | قهرمانی اروپا زیر ۲۳ سال      | اسپو, فنلاند           | قهرمان      | هفت‌گانه | ۶۳۱۷ امتیاز     |             |
| ۲۰۲۳ | قهرمانی جهان                  | بوداپست, مجارستان      | نهم         | هفت‌گانه | ۶۲۸۹ امتیاز     |             |
| ۲۰۲۴ | قهرمانی داخل سالن جهان        | گلاسکو, بریتانیا       | نایب‌قهرمان  | هفت‌گانه | ۴۶۷۷ امتیاز     | NR          |
| ۲۰۲۴ | قهرمانی اروپا                 | رم، ایتالیا            | –           | هفت‌گانه | به پایان نرساند |             |
| ۲۰۲۴ | بازی‌های المپیک                | پاریس، فرانسه          | پانزدهم     | هفت‌گانه | ۶۱۶۳ امتیاز     |             |

### بهترین رکوردهای شخصی
- هفت‌گانه - ۶۳۹۱ امتیاز ( گوتزیس ۲۰۲۳)
- هفت‌گانه U18 – ۵۹۱۳ امتیاز ( باکو ۲۰۱۹) NU18R
  - پنج‌گانه : ۴۵۴۱ امتیاز ( تالین ۲۰۲۳)

### عناوین ملی
- مسابقات دو و میدانی داخل سالن فنلاند
  - ۶۰ متر با مانع : ۲۰۲۲